# Mycomya difficilis
Mycomya difficilis är en tvåvingeart som beskrevs av Garrett 1924. Mycomya difficilis ingår i släktet Mycomya och familjen svampmyggor.
Artens utbredningsområde är British Columbia. Inga underarter finns listade i Catalogue of Life.